# Надсат
Надсат — це штучна мова, яка була вигадана Ентоні Берджесом для роману «Механічний апельсин».

## Походження
Перед написанням роману Ентоні Берджес відвідав СРСР, а саме Ленінград, тож лінгвістичні натхнення він черпав саме там. Зокрема, назва мови походить від суфіксів порядкових числівників «-надцать» (від 11 до 19), але трохи видозмінених. Згодом «надсатами» себе почнуть називати представники молодіжної субкультури, які матимуть жадобу крові та прагнутимуть до насильства. Жаргон юних розбишак створювався декількома способами, про які йтиметься далі.

## Структура
Якщо використовувати англійську термінологію, то у Надсаті представлено два часи: Present Simple та Present Continuous. Глосарій Надсату складається з 245-ти слів. Якщо класифікувати ці слова за частинами мови, то найбільша частина слів відноситься до іменників. Також Надсат вміщує в собі прикметники, дієслова та прислівники.
За своєю структурою Надсат також є дуже цікавим через те, що він, складаючись, по суті, на 99,9 відсотків з слів із російської та інших мов, за своєю граматикою майже ідентичний англійській. Звісно, автор це зробив для того, щоб англомовні читачі (на яких «Механічний апельсин» був розрахований в першу чергу, позаяк мова оригіналу — англійська) краще зрозуміли як ці слова функціонують, адже для того, хто російської не знає взагалі, було б дуже складно звикати ще й до російських закінчень. Наприклад, однина та множина у Надсаті будуються так само, як і в англійській: для однини закінчення індивідуальне, а для множини — закінчення -s (devotchka-devotchkas; cravat — cravats). Якщо Берджесу було потрібно передати якусь дію, що відбувалася протягом деякого часу, то до дієслова додавалося закінчення –ing, як у часах групи continuous (skriking — вигадане слово, що означає б'є й шарпає водночас; lubbilubbing — цілує, любить). Прислівники так само, як і в англійській, в основному, мають закінчення –у (skory — скоро, що відповідає англійському quickly). Однак прислівників у романі дуже мало, а от прикметників навпаки багато й вони, частіше за все, також мають закінчення –у (poogly — наляканий; shoomy — шумний; oomny- розумний; sladky — солодкий). Отож в цілому, можна сказати, що автор намагався якомога краще адаптувати всі ці іншомовні слова для англомовних читачів.

## Словотвір
Для словотвору в Надсаті Берджес використовує п'ять основних способів. Перший, який можна найчастіше побачити у романі, це коли автор запозичує російські слова чи корені: minoota — від російського слова «минута», lewdies — «люди», gromky — «громкий», dook — дух, voloss — «волос», spat — «спать». В основному ці слова залишаються недоторканими, він їх просто по-дивному транслітерує. Однак є частина слів, які були скорочені: biblio — від російського слова «библиотека»; veck — від російського «человек» (російськомовну людину, що читає «Механічний апельсин» в оригіналі, деякі скорочення, як у випадку зі словом «человек», можуть ввести в оману, позаяк «veck» можна сприйняти за російське слово «век», що означає «сторіччя». Проте англомовним людям такі проблеми не знайомі). Другий спосіб, коли автор запозичує корені з інших природних мов. Наприклад, «cravat» (з французької «cravate» — краватка), «tass» (з французької «tasse» — чашка), «tashtook» (з німецької «taschentuch» — косинка), «orange» (з малайської «orang» — людина). Третім способом є поєднання англійських та російських слів: hen-korm –від англійського «hen» — курка, та російського «корм». Таким чином, це слово означає «корм для курей». Четвертим способом є створення слів з використанням тільки англійських морфем, шляхом поєднання слів чи шляхом відкидання якихось її частин: staja — тюрма, від англійського «state jail»; Godman — священик, від англійського словосполучення «man of God». І останнім, п'ятим способом є конструювання нового слова з кількох інших. Ось декілька прикладів: «skriking» (англ. strike+scratch), «chumble» (англ. chatter+mumble). Таким чином ми можемо побачити, що Надсат має багато джерел, з яких він черпає вихідні матеріали і, завдяки різноманітним способам, творить з них власну лексику.
Однак окрім п'яти основних способів, автор також використовує ще два. Перший полягає в тому, що певна лексика формується на основі сленгу кокні, який присутній в лондонському середовищі: cutter — гроші (з «bread-and-butter»), poison — людина, sharp — жінка (англ. sharp and blunt — гострий і різкий). Другий спосіб базується на римуванні. Як, наприклад, слово appypolly loggy — від англійського «apology»; чи словосполучення pretty polly, яке в перекладі з вигаданого Берджесом сленгу означає «гроші», позаяк polly походить з англійського сленгового слова «lolly», яке можна було б перекласти російським сленговим словом «бабки». Проте, варто зазначити, таких римованих словосполучень чи слів, основаних на слензі кокні, в романі надзвичайно мало.

## Причини створення
Створення та використання цієї штучної мови мало декілька підстав. Насамперед, за словами Сердюкової О., це спосіб для неповнолітніх розбишак «…самоствердитися та самоідентифікуватися в абсурдному світі дорослих». З допомогою надсату вони прагнуть показати свою індивідуальність, відмінність від інших. Ця мова також була одною з ключових елементів у створенні самої атмосфери твору, адже з використанням лише нормативної та звичної нам лексики автор не зміг би демонструвати читачам той світ, яким уявив його він. Варто зазначити, що видуманий сленг мав на меті дещо ускладнити процес читання англомовним представникам, які не мали справи з російською мовою. Така стратегія зближує їх зі східноєвропейською культурою, адже є велика ймовірність що, перегорнувши останню сторінку книги, читачі зрозуміють: вони опанували невелику кількість лексики, яка раніше була зовсім чужою та незрозумілою.

## Надсат в українському перекладі
Під час інтерпретації українською мовою перекладачеві, звісно ж, було неможливо передати все те, що відобразив у своєму незвичайному лексиконі письменник. Тож доводилося вишукувати шляхів якісного перекладу з дотриманням того ж значення, що й в оригінальному варіанті. Чимало слів відтворені без змін: crast (рос. красть) — красти, bezoomny (рос. безумный) — безумний. «Коли російське закінчення дієслова або іменника випускається затім, аби адаптувати слово до системи англійської мови, передано в українському перекладі повною формою» [2; 222]. Прикладом цього може бути слово to slooshy, яке інтерпретовано як послухати. Російська лексика, яка була скорочена (creech (кричать), viddy (видеть), cheena (женщина), в українському варіанті передається повністю, а та, яка повністю зазнала корекцій, часто замінюється фразеологізмом. Наприклад, «sammy (рос. щедрый) передається у перекладі як соріть дєньгамі». Неологізми ж, які запропонував автор, робляться новими і незвичними в перекладі: skolliwoll — школіназія, sinny — кіношка.

## Використання надсату в сучасному суспільстві
Як не дивно, таким задумом щодо мови зацікавилися представники сучасного музичного мистецтва, зокрема, Девід Бові, британський співак та актор, який випустив у 2016 році пісню «Girl Loves Me» та використав у ній Надсат Ентоні Берджеса. Уже з перших рядків можна побачити запозичений лексикон. Наприклад, «cheena so sound» (укр. жінка така здорова/міцна), «party up moodge» (укр. веселися, чоловіче), «you viddy at the cheena choodesny with the red rot» (укр. ти дивишся на жінку прекрасну з червоними устами).

## Погляд екології мови
З точки зору лінгвістичної екології, такий експеримент, який випробував англійський письменник, є непоганою можливістю демонструвати, як одна мова взаємодіє з іншою, і зрозуміти, чи взагалі можливе їхнє поєднання. З допомогою надсату також можна помітити труднощі, які трапляються на шляху під час перекладу лексичної складової, і поміркувати над техніками інтерпретації, які найкраще личитимуть контексту.